# Tilbroquinol
Tilbroquinol là một chất chống độc tố có hiệu quả chống lại bệnh amip. Nó cũng đã được sử dụng để chống lại Vibrio cholerae.